# Olga Schänibekowa
Olga Sowetbaiqysy Schänibekowa (kasachisch Ольга Советбайқызы Жәнібекова, russisch Ольга Советбаевна Жанибекова Olga Sowetbajewna Schanibekowa; * 15. Juli 1986 in Aqtöbe) ist eine kasachische Ringerin in der Klasse bis 72 kg.
Olga Schänibekowa nahm an den Olympischen Spielen 2008 in Peking teil, dabei schied sie in der Achtelfinale aus.
Schänibekowa holte die Bronzemedaille der Ringer-Weltmeisterschaften 2007 in Baku.
Bei den Asienmeisterschaften gewann sie Silber 2007 und Bronze 2005, 2006.